# Julia Magnusson
Julia Magnusson (* 19. April 1985) ist eine ehemalige schwedische Fußballschiedsrichterassistentin.
Von 2014 bis 2021 stand sie auf der Liste der FIFA-Schiedsrichter und leitete internationale Fußballpartien.
Magnusson war unter anderem Schiedsrichterassistentin bei der U-20-Weltmeisterschaft 2016 in Papua-Neuguinea, bei der U-17-Weltmeisterschaft 2018 in Uruguay, beim Algarve-Cup 2019 und bei der Weltmeisterschaft 2019 in Frankreich (als Assistentin von Sandra Braz).